# Rieux-en-Cambrésis
Rieux-en-Cambrésis település Franciaországban, Nord megyében. Lakosainak száma 1432 fő (2022. január 1.). Rieux-en-Cambrésis Iwuy, Villers-en-Cauchies, Avesnes-les-Aubert, Cagnoncles, Carnières és Naves községekkel határos.

## Népesség
A település népessége az elmúlt években az alábbi módon változott:
| Lakosok száma | 1504 | 1476 | 1469 | 1445 | 1429 | 1432 | 1439 | 1438 | 1432 |
|               | 2013 | 2015 | 2016 | 2017 | 2018 | 2019 | 2020 | 2021 | 2022 |